# Joyland Amusement Park
Joyland Amusement Park (eerder Mackenzie Park Playground) is een voormalig attractiepark gelegen in Lubbock, Texas. Het seizoen loopt van maart tot en met september. In deze periode was het park 7 dagen per week geopend. Op doordeweekse dagen is het park alleen in de avond geopend (met uitzondering van feestdagen en vakanties).

## Geschiedenis
Het park werd eind jaren veertig geopend, met de naam 'Mackenzie Park Playground'. In 1973 werd het 13 attracties tellende attractiepark overgenomen door de familie Dean, die het hernoemde tot Joyland Amusement Park. Tegenwoordig is het park nog steeds in handen van de familie Dean. Van de in 2005 voorgenomen herbouw van de achtbaan Greezed Lightnin', afkomstig van Six Flags Astroworld, is afgezien. Net zoals andere kleinere attractieparken, hanteert Joyland Amusement Park een gecombineerde ticketprijs. Bezoekers betalen verplicht voor de entree, maar mogen zelf kiezen of zij ook voor de attracties betalen. In 2022 maakte het attractiepark bekend te gaan sluiten.

## Algemene informatie
Het park ligt direct tussen de U.S. Route 82 en het Mackenzie Park in. Op diverse paden binnen Joyland Amusement Park zijn watersproeiers aangebracht, om zo het comfort in het warme, droge klimaat van Texas te verbeteren. Ook zijn er in het park diverse waterattracties te vinden.
In het park ligt een parktrein die van de ene kant naar de andere kant van het park gaat. Bij deze trein is één station aanwezig. Gasten dienen dus een heel rondje mee te rijden.

## Galerij

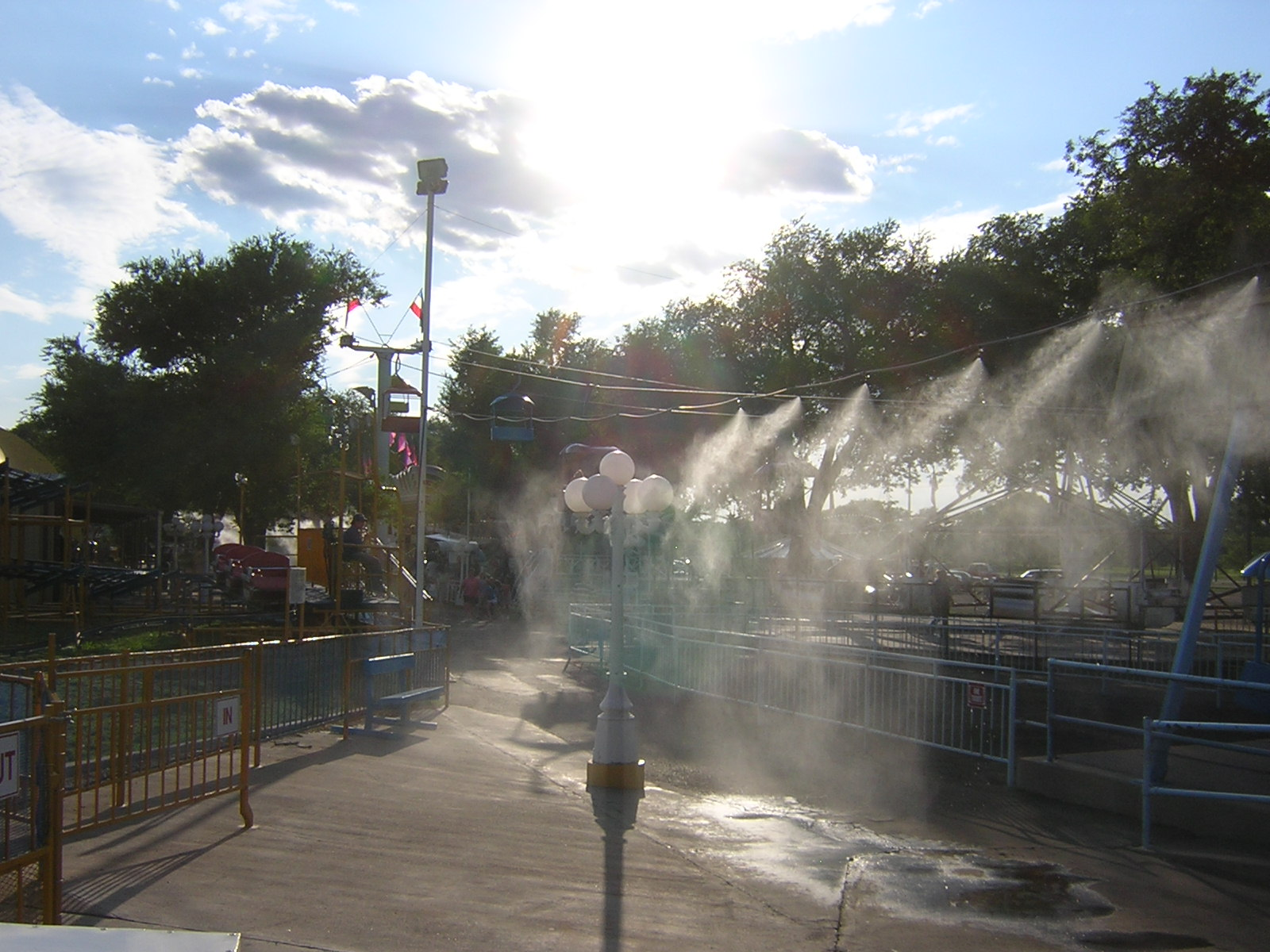
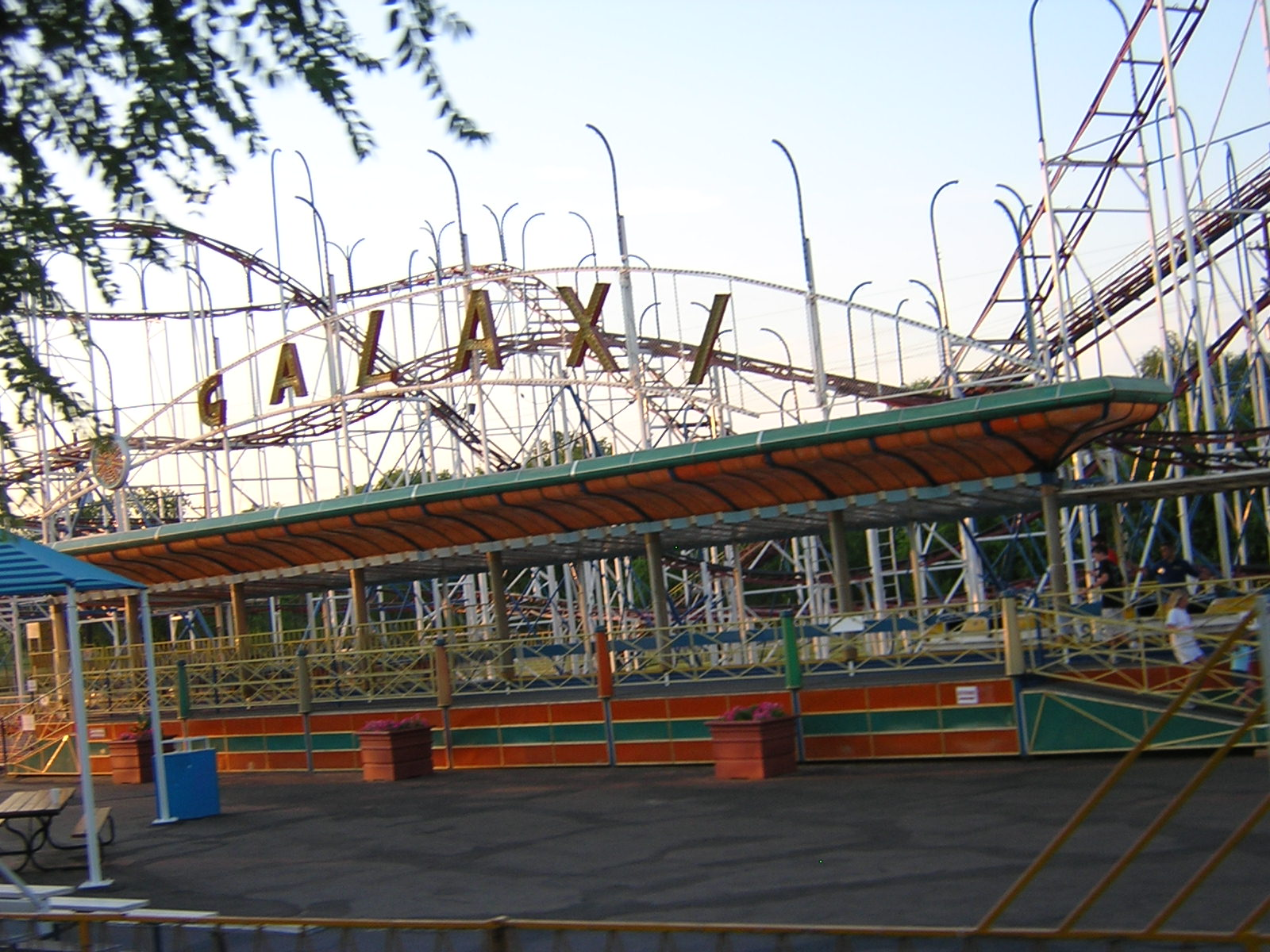
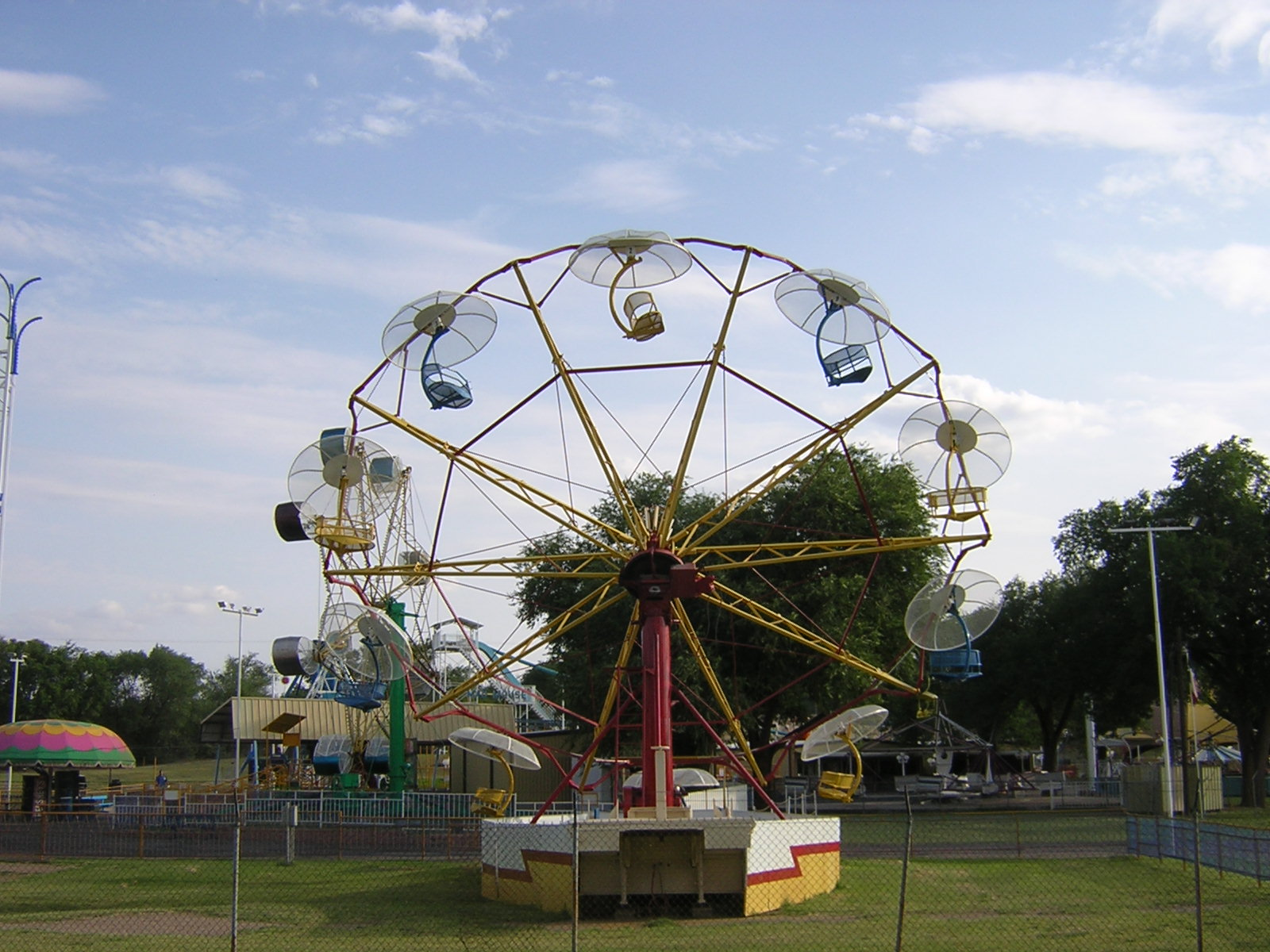

## Attracties

### Achtbanen
| Naam         | Jaar geopend | Bouwer                  | Opmerkingen                               |
| ------------ | ------------ | ----------------------- | ----------------------------------------- |
| Dipsy Doodle | 1957 of 1958 | Carl Miler              |                                           |
| Galaxi       | 1990         | S.D.C.                  | in 1990 geopend in Joyland Amusement Park |
| Mad Mouse    | 1959         | Allan Herschell Company | in 1976 geopend in Joyland Amusement Park |

### Kinderattracties
- Antique Cars
- Big Trucks
- Boats
- Helicopters
- Skyfighters
- Whip

### Familieattracties
- Carousel
- Bumper Cars
- Skyride
- Train

### Intense attracties
- Dare Devil Drop
- Musik Express
- Paratrooper
- Roll-o-Plane
- Rock-o-Plane
- Scrambler
- Space Shuttle
- Spider
- Tilt-a-Whirl
- Trabant

### Waterattracties
- Big Splash Water Slide
- The Vortex Water Coaster
- Wild River Log Flume